# Сархош, Амир
Амир Сархош (род. 30 мая 1991 года в Абадане, Иран) — иранский профессиональный снукерист.

## Биография
В 2001 году Сарходж открыл первый бильярдный клуб в Кередже (и третий в стране), запрещённые после Исламской революции. В Тегеране он участвовал в чемпионате и присоединился к сборной Ирана.
Амир Сархош принял участие в турнире в Ливане в 2013 году, выиграл бронзу и золото чемпионата Западной Азии в личном зачёте и три награды в командном зачете Сархош также участвовал в 2009 году в турнире Asian Under-21 Snooker Championship, выбыл на групповом этапе.
В июле и августе 2017 года Сархош участвовал в турнирах Sangsom 6-red World Championship и IBSF 6-Red World Championship, дважды выбыл в четвертьфинале. После неудачного участия в Азиатских играх в закрытых помещениях в 2017 году он вышел в финал любительского чемпионата мира, где проиграл Панкаджу Адвани со счетом 2–8. Он дошёл до своего второго финала подряд на чемпионате Азии по снукеру 2018 года, на этот раз победив соотечественника Али Гарегоузло со счетом 6–1.

## Карьера
В возрасте 12 лет Сархош участвовал в чемпионате Азии по снукеру 2004 года, где финишировал с одной победой и тремя поражениями (в том числе против финалиста Адвани) на групповом этапе.  Через два года он сошёл с группового этапа. На чемпионате Азии до 21 года  он прошел групповой этап, во время которого выиграл три из четырех матчей, но проиграл в четвертьфинале со счетом 2–4 окончательному победителю Сяо Годуну. После поражения в четвертьфинале на чемпионате Азии по снукеру среди молодежи в следующем году  он прошел групповой этап чемпионата мира Amarteur 2008  но снова проиграл Сяо Годуну, на этот раз в раунде 32.
В 2009 году он дошел до четвертьфинала чемпионата мира по снукеру IBSF среди юношей до 21 года в Киш, Иран  где проиграл Лю Чуангу. После неудачного участия в чемпионате Азии среди юношей до 21 года  он дошёл до четвертьфинала чемпионата Азии среди юношей до 21 года  где проиграл своему соотечественнику и возможному победителю Хоссейну Вафаэи . На любительском чемпионате мира 2012 года он выбыл из группового этапа.  Сархош отпраздновал свой величайший успех на чемпионате SnookerAsian Championship 2013 года, где он вышел в полуфинал после победы в групповом этапе. Он проиграл сирийцу Омару аль-Коджа, который проиграл в финале оппоненту группы Сархоша Салеху Мохаммади. В этом же году его пригласили на 6-й чемпионат  турнир Главного тура по снукеру, который состоялся в сентябре, но он выбыл с единственной победой (над Дарреном Морганом ) на групповом этапе. В ноябре он без поражений прошел групповой этап любительского чемпионата мира, в итоге проиграл Дэррилу Хиллу в последних 32 матчах. В 2014 году на Кубке Азии  он проиграл Thor Chuan Leong в первом раунде. Сархош участвовал в чемпионате мира 6-Red второй год подряд в сентябре, где он выбыл на групповом этапе с двумя победами в пяти играх.
На чемпионате мира среди любителей 2014 года Сархош дошел до четвертьфинала, проиграв Критсанут Лертсаттайаторн со счетом 3–6.  На Кубке Азии 2015 года   он пережил групповой  этап, но снова проиграл в первом раунде Критсануту Лертсаттайаторну. На любительском чемпионате мира 2015 года    он пережил групповой этап и вышел во второй раунд, где проиграл индийцу Адвани. В 2016 году Азиатский 6-Red чемпионата,   он выдвинул на первый раунд,  проиграл Хабиб Subah . В том же году на чемпионате Азии  он дошел до полуфинала, но проиграл Мохаммеду Шебабу. На чемпионате мира среди любителей в 2016 году  он дошел до четвертьфинала, где проиграл своему соотечественнику Хамеду Зарехдусту. Сархош проиграл Мохаммеду Аль Джокеру в 1/16 финала чемпионата Азии по снукеру 2017 года. 